# Statuia lui Vasile Lascăr din București
Statuia lui Vasile Lascăr este opera sculptorului român Gheorghe Horvath, fiind dezvelită la 1 iunie 1908. Realizată din bronz,statuia îl reprezintă pe Vasile Lascăr în picioare, în mărime naturală. Statuia este așezată pe un soclu înalt de piatră. În fața soclului este o tânără care scrie următoarea inscripție: 
| Vasile Lascăr VROIESC SĂ FAC DIN ADMINISTRAȚIE O A DOUA MAGISTRATURĂ |

Detaliu

Vasile Lascăr (n. 3 noiembrie 1853, Șomănești, Gorj, lângă Târgu Jiu; d. 23 martie 1907, București) a fost ministru de finanțe al României în anul 1897. A fost numit ministru de interne in guvernul Petre S. Aurelian în perioada 21 noiembrie 1896 - 26 martie 1897 și apoi din nou în perioada 21 noiembrie 1902 - 13 decembrie 1904. În perioada cât a fost ministru de interne, Vasile Lascăr a propus prima lege organică a poliției române, concepută după principii știintifice moderne, pe care a conceput-o după modelul legilor similare din state mai dezvoltate prin care umblase, dar pornind de la realitățile și necesitățile specifice românești. Ca model i-au servit organizarea polițiilor din Franța, Germania, Belgia și Austria. A susținut în Senat proiectul său de lege pe 25 ianuarie 1903.
Statuia este înscrisă în Lista monumentelor istorice 2010 - Municipiul București - la nr. crt. 2317, cod LMI B-III-m-B-20001.
Monumentul este amplasat pe strada Vasile Lascăr nr. 33, sector 2, la intersecția cu strada Thomas Masaryk, chiar în fața casei unde a locuit Vasile Lascăr, membru al Partidului Liberal.